# Acta Mathematica Hungarica
Acta Mathematica Hungarica is een Hongaars wetenschappelijk tijdschrift op het gebied van de wiskunde.
De naam wordt in literatuurverwijzingen meestal afgekort tot Acta Math. Hung.
Het tijdschrift is opgericht in 1950 en wordt uitgegeven door Springer Science+Business Media namens de Hongaarse Academie van Wetenschappen. Het verschijnt 16 keer per jaar.